# Захарова (Байкаловський район)
Заха́рова (рос. Захарова) — присілок у складі Байкаловського району Свердловської області. Входить до складу Байкаловського сільського поселення.
Населення — 220 осіб (2010, 252 у 2002).
Національний склад населення станом на 2002 рік: росіяни — 96 %.